# Dubrawina
Dubrawina (biał. Дубравіна; ros. Дубравино, Dubrawina;  hist.: pol. Kobylicze; biał. Кабы́лічы, Kabyliczy; ros. Кобыличи, Kobyliczi) – wieś na Białorusi, w obwodzie homelskim, w rejonie kormańskim, w sielsowiecie Licwinawiczy.

## Historia
W XIX i w początkach XX w. Kobylicze położone były w Rosji, w guberni mohylewskiej, w powiecie bychowskim, w gminie Bycz. Następnie w granicach Związku Sowieckiego. Od 1991 w niepodległej Białorusi.